# Onthophagus aper
Onthophagus aper är en skalbaggsart som beskrevs av Sharp 1875. Onthophagus aper ingår i släktet Onthophagus och familjen bladhorningar. Inga underarter finns listade i Catalogue of Life.